# اپوکساید

شکل کلی گروه اپوکساید

اپوکساید یا اپوکسید (به انگلیسی: Epoxide) یک گروه عاملی در شیمی آلی می‌باشد که از یک گروه اتری در یک حلقه شامل دو اتم کربن و یک اتم اکسیژن تشکیل شده‌است. این ساختار تشکیل یک مثلث متساوی الاضلاع را می‌دهد. این ساختار نسبت به ساختار معمول اتر واکنش پذیرتر است. همچنین این گروه عاملی قسمت اصلی تشکیل دهنده رزین‌های اپوکسی است.

## گسستگی کاتالیز شده بازی اپوکسیدها
برخلاف اترهای معمولی، اپوکسیدها در شرایط قلیایی گسسته می‌شوند.واکنش‌پذیری کمتر اپوکسیدهای پروتونه‌نشده به وسیله واکنشگرهای بازی‌تر و نوکلئوفیلی قوی تر، جبران شده و آن‌ها قابل رقابت با محلول قلیایی هستند.اپوکسیدها مانند آلکیل هالیدها، آلکیل سولفوناتها و ترکیبات کربونیل یک منبع مهم کربن الکتروفیلی هستند.کربن الکتروفیلی می‌تواند توسط گروه زیادی از نوکلئوفیل‌ها مورد حمله قرار گیرد.